# Notre-Dame-des-Victoires

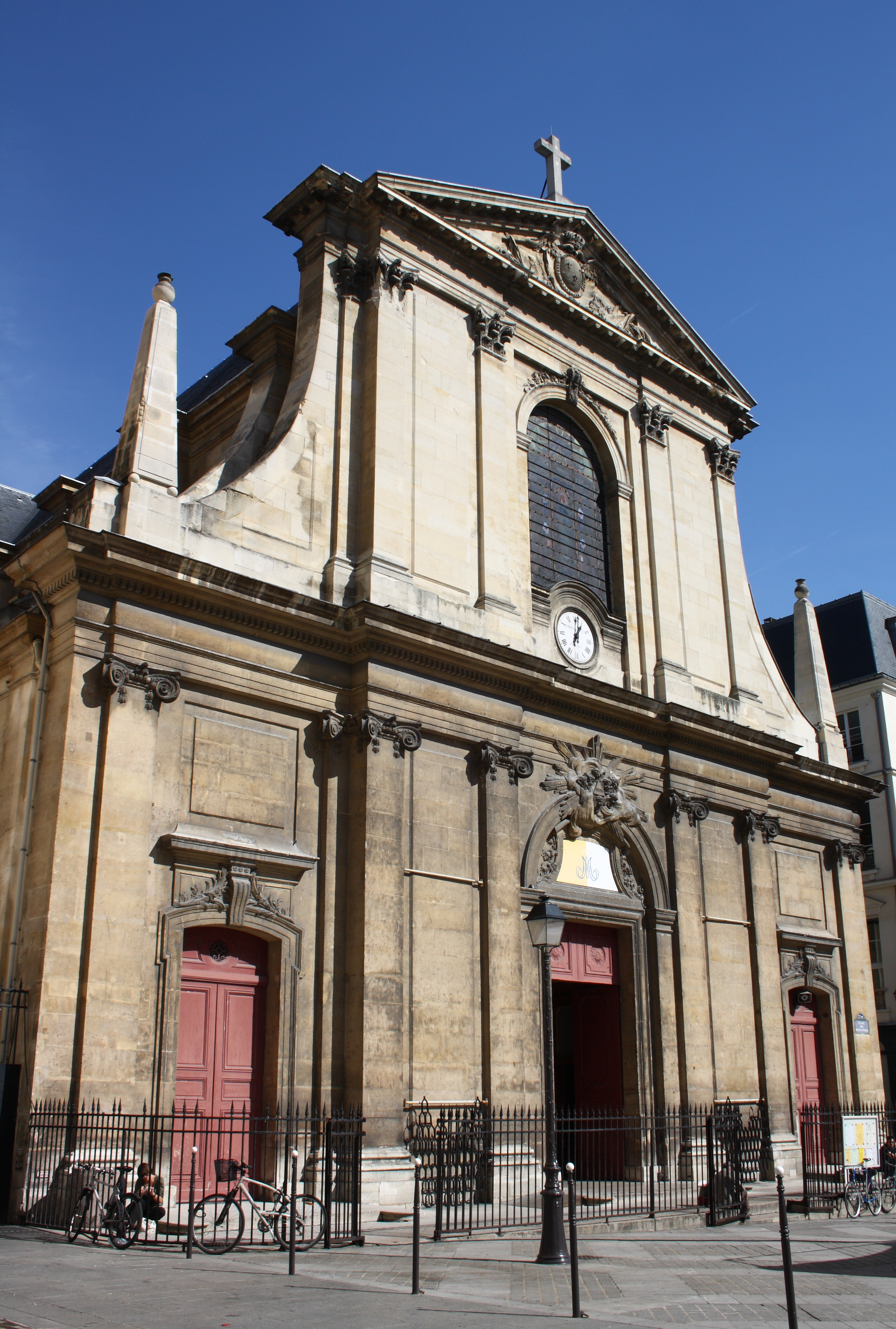
Notre-Dame-des-Victoires, Fassade

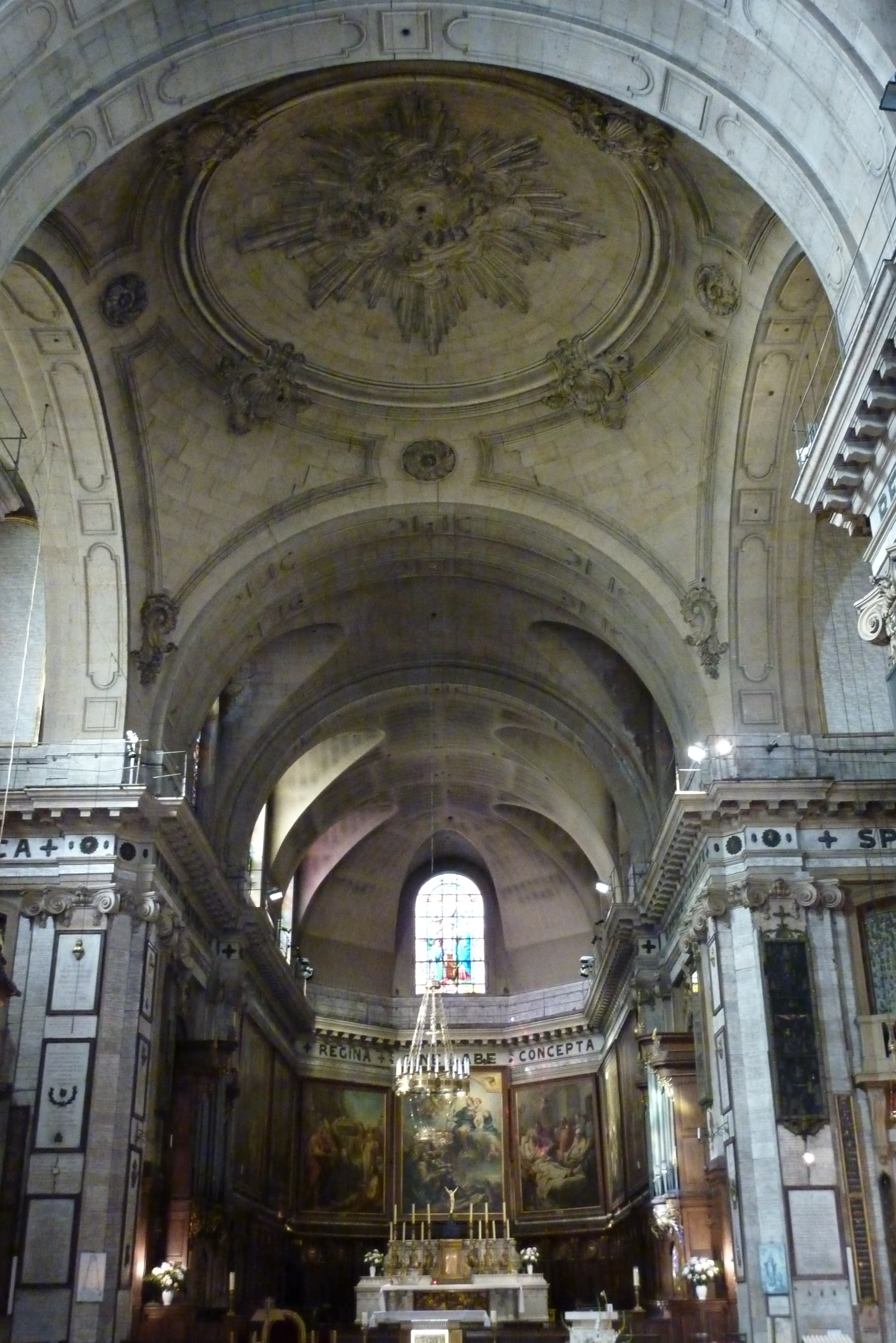
Notre-Dame-des-Victoires, Innenansicht mit Blick zum Chor

Die katholische Pfarrkirche Notre-Dame-des-Victoires (Unsere Liebe Frau von den Siegen) ist eine der fünf Pariser Kirchen, die den Ehrentitel Basilica minor trägt, den der Papst bedeutenden Kirchengebäuden verleiht. Die Kirche befindet sich an der Place des Petits-Pères im 2. Arrondissement von Paris. Die nächste Métrostation ist die Station Bourse der Linie 3. Im Jahr 1972 wurde die Kirche als Monument historique in die Liste der Baudenkmäler in Frankreich aufgenommen.

## Geschichte
Im 17. Jahrhundert hatte sich an der Stelle der heutigen Kirche ein Bettelorden unter der Regel des heiligen Augustinus (354–430) niedergelassen. Die Ordensbrüder gehörten den unbeschuhten Augustinern an und wurden als Petits Pères (Mindere Väter) bezeichnet im Gegensatz zu den Saints Pères (Heilige Väter), deren Abtei sich im heutigen 6. Arrondissement von Paris, in der Rue des Saints-Pères, befand. Das Kloster trug dem Namen Couvent des Petits Pères.
Notre-Dame-des-Victoires wurde unter dem französischen König Ludwig XIII. (1601–1643) als Votivkirche errichtet, nachdem er im Jahr 1628 mit der Einnahme von La Rochelle einen Sieg über die Hugenotten errungen hatte. Der König hatte das Gelübde abgelegt, im Falle eines Sieges der Muttergottes eine Kirche zu errichten. Er betraute die Augustiner mit dem Auftrag, zu Ehren dieses Sieges und aller weiteren, die folgen sollten, eine Kirche zu bauen, und sprach ihnen finanzielle Unterstützung zu unter der Bedingung, dass die neue Kirche Notre-Dame-des-Victoires (Unserer Liebe Frau von den Siegen) geweiht würde.
Im Jahr 1629 wurde nach Plänen des Architekten Pierre Le Muet mit dem Bau der Kirche begonnen. Der erste Erzbischof von Paris, Jean-François de Gondi (1584–1654), segnete die Fundamente und Ludwig XIII. legte den Grundstein. Unter den Architekten Libéral Bruant, Robert Boudin und Gabriel Le Duc wurden die Arbeiten weitergeführt. 1666 fand die Weihe der Kirche statt, obwohl der Bau noch unvollendet war. Erst 1740, 110 Jahre nach Baubeginn, konnten die Arbeiten unter Leitung des Architekten Jean-Sylvain Cartaud (1675–1758) abgeschlossen werden.
Während der Französischen Revolution wurde das Kloster aufgehoben und die Bibliothek mit 40 000 Bänden aufgelöst. In der Kirche wurden Büros der Loterie Nationale (Staatliche Lotterie) untergebracht, später die Börse. 1809 wurde das Gebäude Pfarrkirche, seither wird es wieder als Gotteshaus genutzt. 1858 wurden die Konventsgebäude abgerissen und an der Stelle eine Kaserne und die Mairie, das Bürgermeisteramt, des 2. Arrondissements errichtet.
1927 wurde der Kirche von Papst Pius XI. der Titel einer Basilica minor verliehen.

## Architektur

### Fassade
Die Eingangsfassade wurde 1737 von dem Architekten Cartault errichtet. Sie ist in zwei Etagen unterteilt. Die untere Etage gliedern ionische, die obere Etage korinthische Pilaster. Den Abschluss bildet ein Dreiecksgiebel, auf dem das Lilienwappen der französischen Könige und die Königskrone dargestellt sind. Über dem Hauptportal umrahmen Engelsköpfe ein Dreieck, in das der Name Gottes, Jahwe, in hebräischen Buchstaben eingeschrieben steht.

### Innenraum
Der Grundriss der Kirche ist ein lateinisches Kreuz. Das Langhaus besteht aus einem einzigen Schiff mit einer Länge von 37 Metern und ist in vier Joche unterteilt. An jedes Joch schließen sich seitlich Kapellen an. Das Querhaus überragt nur wenig die Breite des Langhauses. Der Chor, der den Ordensbrüdern vorbehalten war, ist mit einer Länge von knapp 25 Metern ungewöhnlich groß.

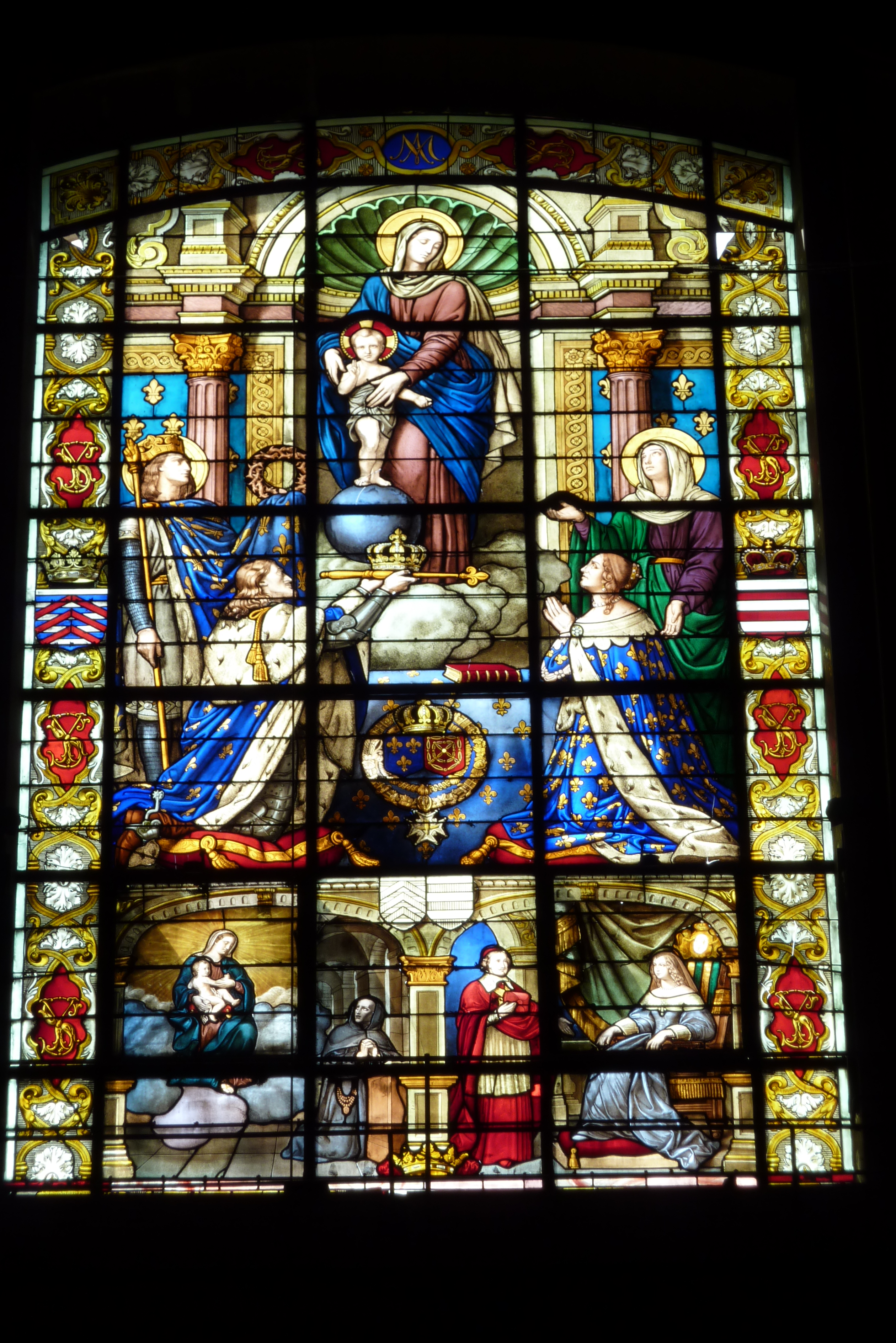
Bleiglasfenster mit der Darstellung von Ludwig XIII. und Anna von Österreich und der Vision des Bruders Fiacre

## Bleiglasfenster
Im Querhaus und im Chor befinden sich Bleiglasfenster von Antoine Lusson, wie die zentrale Kreuzigungsszene im Chor von 1854. Die anderen Fenster im Chor, die Szenen aus dem Leben Marias und die päpstlichen Wappen, wurden von Desgranges geschaffen.
Ein Fenster im linken Querhaus von 1854 stellt Ludwig XIII. und seine Gemahlin Anna von Österreich (1601–1666) dar, die aus Dankbarkeit über die lang ersehnte Geburt eines Sohnes, des späteren Ludwig XIV., Frankreich der Mutter Gottes unterstellen. Auf den linken unteren Szenen ist die Vision des Bruders Fiacre dargestellt, dem Maria den zukünftigen Thronfolger präsentiert.
In der Kapelle der heiligen Therese von Lisieux (1873–1897), die im Anschluss an ihre Heiligsprechung im Jahr 1925 eingerichtet wurde, stellt ein Fenster die Wallfahrt der heiligen Theresia zur Kirche Notre-Dame-des-Victoires im Jahr 1887 dar. Es wurde 1931 von der Glasmalerei Mauméjean geschaffen.

## Ausstattung

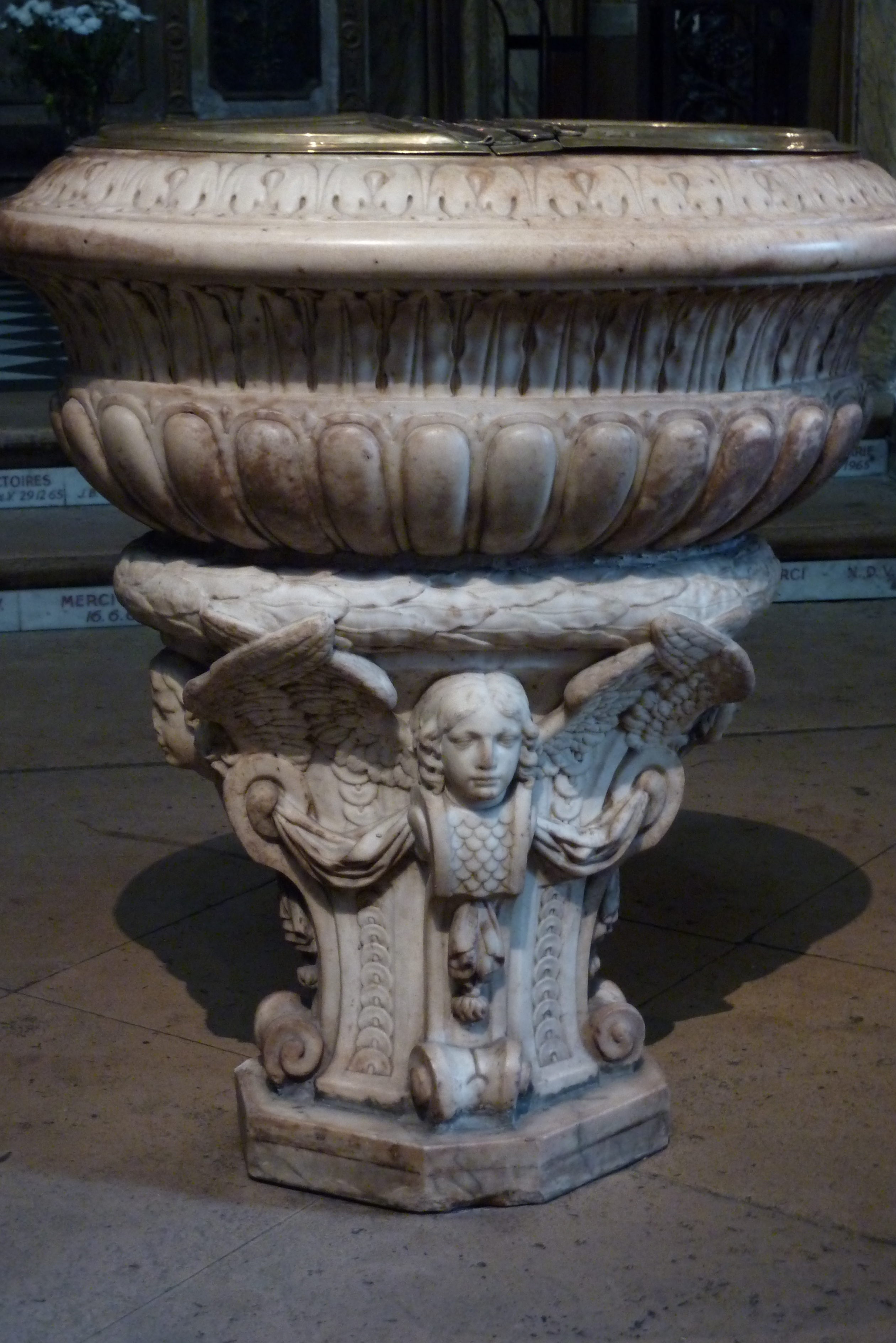
Taufbecken

- Das Taufbecken aus Marmor stammt aus dem 17. Jahrhundert.
- Aus dem Ende des 17. Jahrhunderts ist das Chorgestühl erhalten.
- Im Chor befinden sich sieben Gemälde von Charles André van Loo (1705–1765), u. a. Das Gelübde von Ludwig XIII. bei der Belagerung von La Rochelle, auf dem Maria dargestellt ist, die Ludwig XIII. und Kardinal Richelieu die Siegespalme überreicht, während diese Maria den Plan der Kirche Notre-Dame-des-Victoires und die Schlüssel der Stadt La Rochelle darbieten. Auf den anderen Gemälden werden Szenen aus dem Leben des heiligen Augustinus dargestellt.
- Die Kanzel wurde wie der Orgelprospekt in der Mitte des 18. Jahrhunderts von Louis Régnier ausgeführt.
- In der Johannes dem Täufer geweihten Kapelle Saint-Jean-Baptiste befindet sich das Grab von Jean-Baptiste Lully (1632–1687), dessen Bronzebüste von Engeln und weinenden Frauenfiguren, den allegorischen Darstellungen der Poesie und der Musik, umgeben ist.

Grab Jean Baptiste Lullys mit der Büste von Jean Collignon

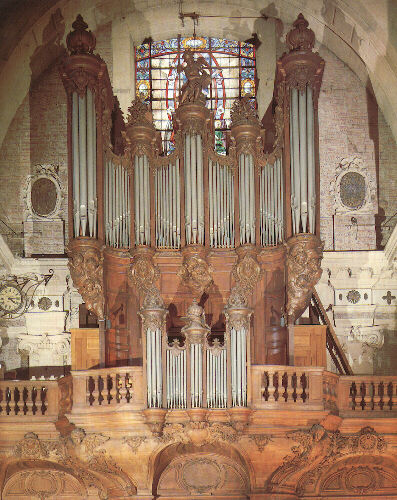
Orgelprospekt mit Rückpositiv

Inschrift des Grabes

## Orgel
Der Orgelprospekt von Louis Régnier ist mit den Reliefs von Christus, Maria und dem heiligen Josef verziert. Das Orgelwerk stammt von dem Orgelbauer Lesclop aus dem Jahr 1739. Es wurde zuletzt von dem Orgelbauer Kern (Straßburg) im Jahre 1973 neu errichtet und in den Ursprungszustand zurückversetzt, wobei zwischenzeitliche Veränderungen aus den Jahren 1870 (Barker) und 1898 (John Abbey) rückgängig gemacht wurden. Das Instrument hat 49 Register auf vier Manualen und Pedal. Die Spiel- und Registertrakturen sind mechanisch.
| I Positif C–g3 |                  |        |
| 1.             | Bourdon          | 8′     |
| 2.             | Montre           | 4′     |
| 3.             | Flûte à cheminée | 4′     |
| 4.             | Nasard           | 2 ⁄3′  |
| 5.             | Doublette        | 2′     |
| 6.             | Tierce           | 1 3⁄5′ |
| 7.             | Larigot          | 1′     |
| 8.             | Cymbale III      |        |
| 9.             | Cromorne         | 8′     |
|                | Tremblant        |        |

| II Grand Orgue C–g3 |                      |        |
| 10.                 | Bourdon              | 16′    |
| 11.                 | Montre               | 8′     |
| 12.                 | Bourdon              | 8′     |
| 13.                 | Gros Nazard          | 5 1⁄3′ |
| 14.                 | Prestant             | 4′     |
| 15.                 | Grosse Tierce        | 3 1⁄5′ |
| 16.                 | Doublette            | 2′     |
| 17.                 | Cornet V             | 8′     |
| 18.                 | Grosse Fourniture II |        |
| 19.                 | Fourniture III       |        |
| 20.                 | Cymbale IV           |        |
| 21.                 | Trompette            | 8′     |
|                     | Tremblant            |        |

| III Récit expressif C–g3 |            |     |
| 22.                      | Quintaton  | 16′ |
| 23.                      | Principal  | 8′  |
| 24.                      | Bourdon    | 8′  |
| 25.                      | Unda maris | 8′  |
| 26.                      | Prestant   | 4′  |
| 27.                      | Doublette  | 2′  |
| 28.                      | Sifflet    | 1′  |
| 29.                      | Cymbale IV |     |
| 30.                      | Bombarde   | 16′ |
| 31.                      | Trompette  | 8′  |
| 32.                      | Hautbois   | 8′  |
| 33.                      | Clairon    | 4′  |
| 34.                      | Clairon    | 2′  |
|                          | Tremblant  |     |

| IV Solo C–g3 |                  |    |
| 35.          | Flûte à cheminée | 8′ |
| 36.          | Flûte à fuseau   | 4′ |
| 37.          | Cornet III       |    |
| 38.          | Voix humaine     | 8′ |

| Pédale C–f1 |               |         |
| 39.         | Soubasse      | 16′     |
| 40.         | Principal     | 16′     |
| 41.         | Quinte        | 10 2⁄3′ |
| 42.         | Flûte         | 8′      |
| 43.         | Prestant      | 4′      |
| 44.         | Nachthorn     | 2′      |
| 45.         | Fourniture IV |         |
| 46.         | Bombarde      | 16′     |
| 47.         | Trompette     | 8′      |
| 48.         | Clairon       | 4′      |
| 49.         | Chalumeau     | 4′      |

- Koppeln: I/II, III/II, I/III, I/P, II/P, III/P

## Votivtafeln
Die Kirche Notre-Dame-des-Victoires birgt über 37 000 der Mutter Gottes gewidmete Votivtafeln. Nachdem 1836 der damalige Pfarrer Charles Dufriche-Desgenettes die Kirche dem Unbefleckten Herzen Marias geweiht hatte, entwickelte sich in der Folge die Kirche zu einem der bedeutendsten Marienwallfahrtsorte der Christenheit.